# USS Decker (DE-47)
USS Decker (DE-47) là một tàu hộ tống khu trục lớp Evarts được Hải quân Hoa Kỳ chế tạo trong Chiến tranh Thế giới thứ hai. Nó là chiếc tàu chiến duy nhất của Hải quân Mỹ được đặt theo tên Trung úy Hải quân Ernest Elden Decker (1913-1942), người phục vụ trên tàu khu trục vận chuyển cao tốc Gregory (APD-3) và đã tử trận tại quần đảo Solomon ngày 5 tháng 9, 1942. Nó đã phục vụ cho đến khi chiến tranh kết thúc, xuất biên chế vào ngày 28 tháng 8, 1945, và được chuyển cho Đài Loan cùng ngày hôm đó. Con tàu tiếp tục phục vụ cùng Hải quân Trung Hoa dân quốc như là chiếc ROCS Tai Ping (F-22) cho đến khi bị lực lượng Trung Cộng đánh chìm tại quần đảo Đại Trần, 14 tháng 11, 1954. Decker được tặng thưởng một Ngôi sao Chiến trận do thành tích phục vụ trong Thế Chiến II.

## Thiết kế và chế tạo
Những chiếc thuộc lớp tàu khu trục Evarts có chiều dài chung 289 ft 5 in (88,21 m), mạn tàu rộng 35 ft 1 in (10,69 m) và độ sâu mớn nước khi đầy tải là 8 ft 3 in (2,51 m). Chúng có trọng lượng choán nước tiêu chuẩn 1.140 tấn Anh (1.160 t); và lên đến 1.430 tấn Anh (1.450 t) khi đầy tải. Hệ thống động lực bao gồm bốn động cơ diesel General Motors Kiểu 16-278A nối với bốn máy phát điện để vận hành hai trục chân vịt; công suất 6.000 hp (4.500 kW) cho phép đạt được tốc độ tối đa 21 kn (24 mph; 39 km/h), và có dự trữ hành trình 4.150 nmi (4.780 mi; 7.690 km) khi di chuyển ở vận tốc đường trường 12 kn (14 mph; 22 km/h).
Vũ khí trang bị bao gồm ba pháo 3 in (76 mm)/50 cal trên tháp pháo nòng đơn có thể đối hạm hoặc phòng không, một khẩu đội 1,1 inch/75 caliber bốn nòng và chín pháo phòng không Oerlikon 20 mm. Vũ khí chống ngầm bao gồm một dàn súng cối chống tàu ngầm Hedgehog Mk. 10 (có 24 nòng và mang theo 144 quả đạn); hai đường ray Mk. 9 và tám máy phóng K3 Mk. 6 để thả mìn sâu.
Nguyên được dự định chuyển giao cho Hải quân Hoàng gia Anh, Decker được đặt lườn như là chiếc HMS Cooke (BDE-47) tại Xưởng hải quân Philadelphia ở Philadelphia, Pennsylvania vào ngày 1 tháng 4, 1942; nó được hạ thủy vào ngày 24 tháng 7, 1942. Tuy nhiên kế hoạch chuyển giao bị hủy bỏ, và con tàu quay trở lại sở hữu của Hoa Kỳ và đổi tên thành Decker (DE-47) vào ngày 4 tháng 3, 1943. Nó nhập biên chế cùng Hải quân Hoa Kỳ vào ngày 3 tháng 5, 1943 dưới quyền chỉ huy của Hạm trưởng, Thiếu tá Hải quân A. B. Adams, Jr.

## Lịch sử hoạt động

### Thế Chiến II
Sau khi hoàn tất việc chạy thử máy huấn luyện, Decker hộ tống hai tàu chở dầu đi từ Newport, Rhode Island đến Galveston, Texas từ ngày 9 đến ngày 24 tháng 7, 1943; sau đó nó đi đến Norfolk, Virginia để trình diện vào ngày 20 tháng 8, và phục vụ trong vai trò hộ tống vận tải vượt Đại Tây Dương. Con tàu đã có phần đóng góp quan trọng trong các chiến dịch tại Bắc Phi, Sicily, Ý và miền Nam nước Pháp suốt trong giai đoạn từ ngày 26 tháng 8, 1943 đến ngày 26 tháng 4, 1945, khi tham gia hộ tống chín đoàn tàu vận tải tiếp liệu đi sang Casablanca, Maroc thuộc Pháp; Bizerte, Tunisia; Palermo, Sicily; và Oran, Algeria. Vào ngày 11 tháng 5, 1944, đang khi hộ tống Đoàn tàu UGS-40 đi sang Tunisia, nó đã trợ giúp vào việc đánh trả những máy bay ném bom-ngư lôi đối phương tấn công đoàn tàu vận tải.
Sau khi được đại tu tại Xưởng hải quân Charleston, Charleston, South Carolina vào cuối tháng 4, 1945, Decker hoạt động như một tàu huấn luyện tại cho đến khi chiến tranh kết thúc.

### ROCSTai Ping(F-22)
Decker được chuyển cho Trung Hoa dân quốc (Đài Loan) mượn vào ngày 28 tháng 8, 1945, rồi chuyển quyền sở hữu toàn bộ vào ngày 7 tháng 2, 1948; nó phục vụ cùng Hải quân Trung Hoa dân quốc như là chiếc ROCS Tai Ping (F-22) tiếng Trung: 太平 (Thái Bình). 
ROCS Tai-ping nằm trong số bốn tàu chiến được Đài Loan phái đi vào ngày 6 tháng 11, 1946 để tuyên bố chủ quyền các đảo trong khu vực biển Đông. Vào ngày 12 tháng 12, 1946, nó đi đến đảo Ba Bình (Itu Aba) thuộc quần đảo Trường Sa, trở thành tàu chiến đầu tiên của Đài Loan viếng thăm một đảo thuộc quần đảo Trường Sa; trước đó lực lượng Hoa Kỳ đã đổ bộ lên Itu Aba vào tháng 11, 1945 và khám phá rằng quân Nhật đồn trú trên đảo trong chiến tranh đã rút đi, và tiếp theo đó tàu frigate Pháp Chevreuil (F735) cũng cho đổ bộ lên Itu Aba vào tháng 10, 1946, gần hai tháng trước khi Tai-ping đến nơi. Chính phủ Đài Loan lấy tên con tàu (Tai-ping) để đặt tên "Thái Bình” cho đảo này.
Trong vụ Khủng hoảng eo biển Đài Loan lần 1, vào ngày 14 tháng 11, 1954, Tai Ping bị bốn tàu phóng lôi Trung Cộng đánh chìm ở phía Bắc quần đảo Đại Trần. Trong số 200 thành viên thủy thủ đoàn, 28 người đã tử trận, những người sống sót được các tàu khác và thủy phi cơ cứu vớt.

## Phần thưởng[2]
|  |             |  |
|  | Bronze star |  |

| Dãi băng Hoạt động Tác chiến (truy tặng) |                                                                              |                                                                              |                                      |
| Huân chương Chiến dịch Hoa Kỳ            | Huân chương Chiến dịch Châu Âu-Châu Phi-Trung Đông với 1 Ngôi sao Chiến trận | Huân chương Chiến dịch Châu Âu-Châu Phi-Trung Đông với 1 Ngôi sao Chiến trận | Huân chương Chiến thắng Thế Chiến II |